# マルチメディア・リテラシー
マルチメディア・リテラシー (Multimedia Literacy) は、科学技術による、人間の意思疎通方法の多様化に直面したリテラシーにおける新たな要素のこと。

## 概要
リテラシーという概念は、読み書き能力の程度を表すためのものであった。しかし現状では、リテラシーは、書き込まれた情報全般に対応するだけの能力を意味している。つまり現在では、巨大なメディアに対処するためのリテラシーが求められているのであり、それがなければ、社会において何らかの役割を担うことは困難であるのだ。マルチメディアとは、情報を伝達するため多様な形態の媒体利用のことである。中には、既に地球規模の通信や出版における基準となってしまったものも存在する。例えば、活字媒体、音声媒体、画像、アニメーション、動画、対話方式などが挙げられる。仮想現実、プログラミング、ロボット工学などは、未来の世界基準となる候補たちであろう。
コンピュータが世界的な普及を果たしたことで、基礎的な読み書きは、コンピューターを通じて行われることが多くなった。このことは、マルチメディア・リテラシーを更なる高みへと引き上げる基石となるであろう。